# Sergio Hipperdinger
Sergio Hipperdinger (sinh ngày 14 tháng 1 năm 1992) là một cầu thủ bóng đá người Argentina thi đấu cho Freamunde ở vị trí tiền đạo.